# Józef (biskup koptyjski)
Józef (wł. Filib Fajiz, ur. 1 lutego 1959) – duchowny Koptyjskiego Kościoła Ortodoksyjnego, od 1995 biskup południowych Stanów Zjednoczonych.

## Życiorys
Święcenia kapłańskie przyjął 3 lipca 1988. Sakrę biskupią otrzymał 14 czerwca 1992. 14 listopada 1995 został mianowany biskupem południowych Stanów Zjednoczonych.